# Anelaphus vandenberghei
Anelaphus vandenberghei es una especie de escarabajo longicornio del género Anelaphus, categorizada en la tribu Elaphidiini, de la subfamilia Cerambycinae. Fue descrita por Devesa, Lingafelter & Santos-Silva en 2021.

## Descripción
Mide 11,4-13,55 mm de longitud.

## Distribución
Se distribuye por América: Costa Rica y Nicaragua.